# Igor Bachner
Igor Bachner (Bratislava, 16 settembre 1946) è un ex calciatore cecoslovacco naturalizzato canadese, di ruolo centrocampista.

## Carriera
Si forma nel Slovan CHZJD Bratislava, club della massima serie cecoslovacca, entrando a far parte della prima squadra nella stagione 1965-1966, conclusa al settimo posto finale. Nel biennio successivo è in forza al Dukla B.B..
Nel 1968 è ingaggiato dallo Škoda Plzeň, con cui ottiene la promozione in massima serie grazie alla vittoria della 2. liga 1968-1969, retrocedendo però nuovamente nella stagione 1970-1971. Nel corso della stagione partecipa anche alla Coppa Mitropa 1970-1971, chiusa ai quarti di finale, e raggiunge la finale di coppa di Cecoslovacchia persa contro la Spartak Trnava.
Con la sua squadra ottiene nuovamente la promozione in massima serie al termine del campionato cadetto 1971-1972. Inoltre Bachner con la sua squadra partecipa anche alla Coppa delle Coppe 1971-1972, in cui gioca entrambi gli incontri contro i tedeschi del Bayern Monaco, validi per i sedicesimi di finale.
Nella stagione 1973 è ingaggiato dai canadesi Montréal Olympique, franchigia della North American Soccer League, con cui ottiene il secondo posto nella Northern Division, non accedendo così alla fase finale del torneo.
Nella stagione 1974 passa ai Boston Minutemen, con cui giunge a disputare le semifinali del torneo, perse contro i futuri campioni del L.A. Aztecs. La stagione seguente il percorso dei Minutemen si interrompe ai quarti di finale.
Nella stagione 1978 viene ingaggiato dai San Diego Sockers, con cui giunge a disputare i quarti di finale del torneo. La stagione seguente, dopo aver iniziato il campionato ai Sockers, passa ai Rochester Lancers, con cui non supera la fase a gironi del torneo.
Chiude la carriera agonistica nell'Hartford Hellions, franchigia di indoor soccer.

## Palmarès

### Club
- 2. liga: 1

Skoda Plzeň: 1968-1969